# 小花玄参
小花玄参（学名：Scrophularia souliei）为玄参科玄参属下的一个种。

## 扩展阅读
- 維基物種上的相關：小花玄参